# Церковь Всех Святых (Гамбург)
Церковь Всех Святых (укр. Церква Всіх Святих, нем. Allerheiligenkirche) — одна из главных церквей Апостольского экзархата Германии и Скандинавии УГКЦ. Расположена в Гамбурге.

## История
Строительство церкви и общинного центра началось в конце 1970-х годов для иммигрантов-украинцев, принадлежащих униатской церкви византийского обряда страны их происхождения — УГКЦ. Строительство было инициировано архиепископом Иосифом Слипым, который посетил общину в 1969 году. В 1980 году состоялось торжественное освящение новой церкви.
Автор дизайна  - Карлхайнц Баргхольц. Храм представляется собой кирпичное здание квадратной формы с апсидой на востоке. На самом верху - покрытый медью купол.
Интерьер церкви разделен на входную зону, комнату верующих и святилище, разделенное иконостасом. Из богатого художественного оформления особенно подчеркиваются потолочные фрески: в куполе Христос, окруженный ангелами, пророками и евангелистами; над алтарем Дева Мария с благословением Христа Ребенка. Автором интерьера церкви является сербский монах Данило Марунич.